# Miranda Cosgrove

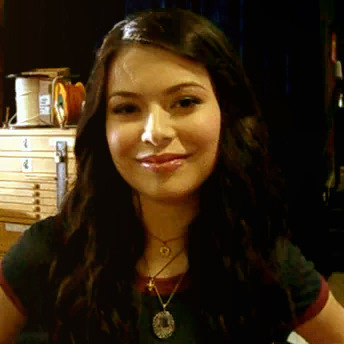
Miranda Cosgrove

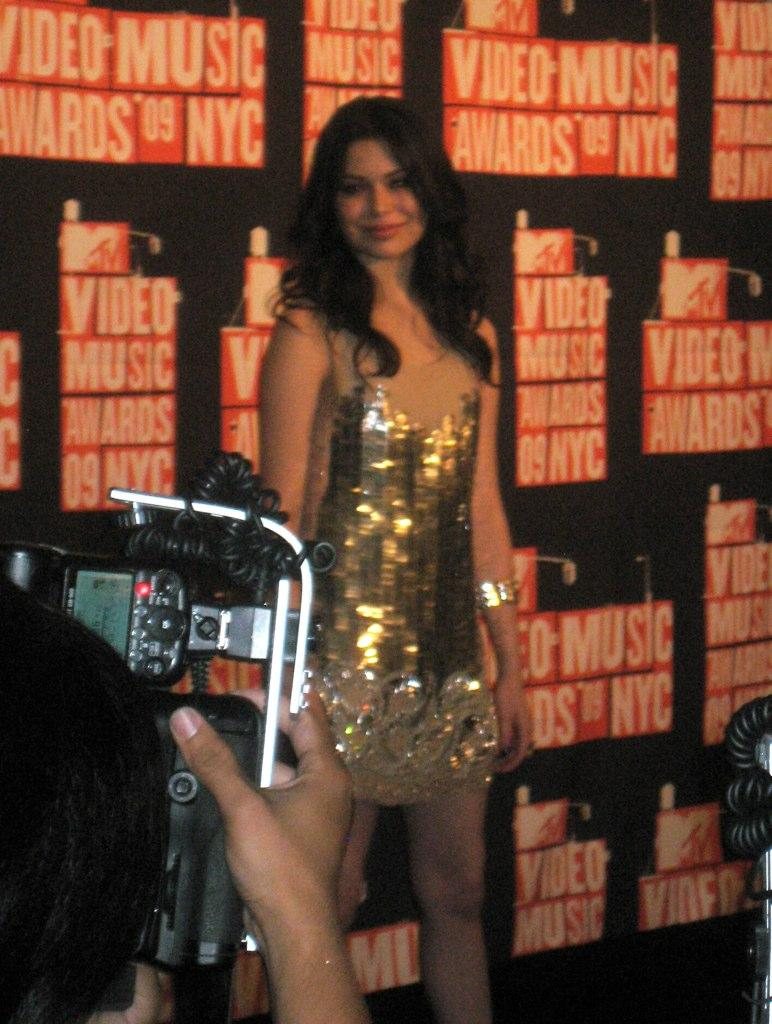
Miranda Cosgrove la premiile VMA, 2009

Miranda Taylor Cosgrove (n. 14 mai 1993) este o actriță și cântăreață americană. A devenit cunoscută după jucarea rolului Megan din serialul Frații vitregi și rolul lui Carly Shay din iCarly ("i" venind de la internet). Joacă de la vârsta de 8 ani.

## Viață artistică
Cosgrove și-a făcut debutul pe marile ecrane cu filmul Școala de Rock, în 2003. Miranda a început să cânte din 2007, iar piesele muzicale au fost create pentru iCarly. Recent aceasta a anuntat lansarea primului album intitulat "Sparks Fly" spunand ca acesta o va caracteriza. Primul single "Kissin' U" a fost lansat la sfârșitul lui martie.